# Daphne Rubin-Vega
Daphne Rubin-Vega est une actrice panaméenne, née le 18 novembre 1969 à Panama.

## Biographie
Elle débute en 1996 dans une des comédies musicales les plus jouées à Broadway, Rent. Son rôle de Mimi lui permet d'être nommée dans la catégorie meilleure actrice aux Tony Awards. Ce succès lui ouvre les portes du cinéma. Elle incarne d'abord la détective Gloria Perez dans Sexcrimes aux côtés de Matt Dillon et Neve Campbell en 1998. L'année suivante, elle joue avec Robert De Niro et Philip Seymour Hoffman dans Personne n'est parfait(e). Elle retrouvera ce dernier en 2010 dans Rendez-vous l'été prochain.
Enceinte et s'estimant trop âgée aux yeux du public, elle refuse de reprendre le rôle de Mimi dans l'adaptation cinéma de 'Rent'. C'est Rosario Dawson qui la remplace.
Elle est mariée depuis septembre 2002 avec Tommy Costanzo, ils ont un fils, né en 2004.

## Filmographie
- 1994 : I Like It Like That de Darnell Martin: réceptionniste.
- 1998 : Sexcrimes de John McNaughton: détective Gloria Perez.
- 2000 : Personne n'est parfait(e) de Joel Schumacher: Tia.
- 2003 : Justice d'Evan Oppenheimer : Roberta
- 2003 : Virgin de Deborah Kampmeier : Frances
- 2008 : Sex and the City, le film de Michael Patrick King.
- 2009 : Rachel se marie de Jonathan Demme: une invitée au mariage.
- 2010 : Rendez-vous l'été prochain de Philip Seymour Hoffman: Lucy.
- 2013 : Smash (série télévisée) : Agnes
- 2019 : Rent (téléfilm live) : elle-même
- 2020 : Katy Keene (série télévisée) : Luisa Lopez
- 2021 : D'où l'on vient (In the Heights)
- 2023 : Ezra de Tony Goldwyn
- 2024: Hazbin Hotel: Carmilla Carmine
- 2024 : Only Murders in the Building : Inez